# 白嘎乡
白嘎乡，是中华人民共和国西藏自治区那曲市比如县下辖的一个乡镇级行政单位。

## 行政区划
白嘎乡下辖以下地区：
喜江村、叮色村、童达村、达钦村、鲁卡村、夏日村、杂亚村、斯达村、雅安朵村、欧泽村、亚阔村、列瓦村、偌托村、吉仲村、昌帕村、巴尔瓦村、扎西隆村、塘巴村、墨荣村、沃阔村、麦庆村、贡定村和热若村。